# Cyclisme en salle
Le cyclisme en salle regroupe deux disciplines du sport cycliste réglementées par l'Union cycliste internationale (UCI) : le cyclisme artistique et le cycle-ball. L'UCI organise pour ces deux disciplines les championnats du monde de cyclisme en salle.